# Urou-et-Crennes
Urou-et-Crennes is een voormalige gemeente in het Franse departement Orne in de regio Normandië en telt 667 inwoners (2004). Urou en Crennes maken deel uit van het arrondissement Argentan.

## Geschiedenis
Urou-et-Crennes is op 1 januari 2017 gefuseerd met de gemeenten Aubry-en-Exmes, Avernes-sous-Exmes, Le Bourg-Saint-Léonard, Chambois, La Cochère, Courménil, Exmes, Fel, Omméel, Saint-Pierre-la-Rivière, Silly-en-Gouffern, Survie en Villebadin tot de gemeente Gouffern en Auge. 

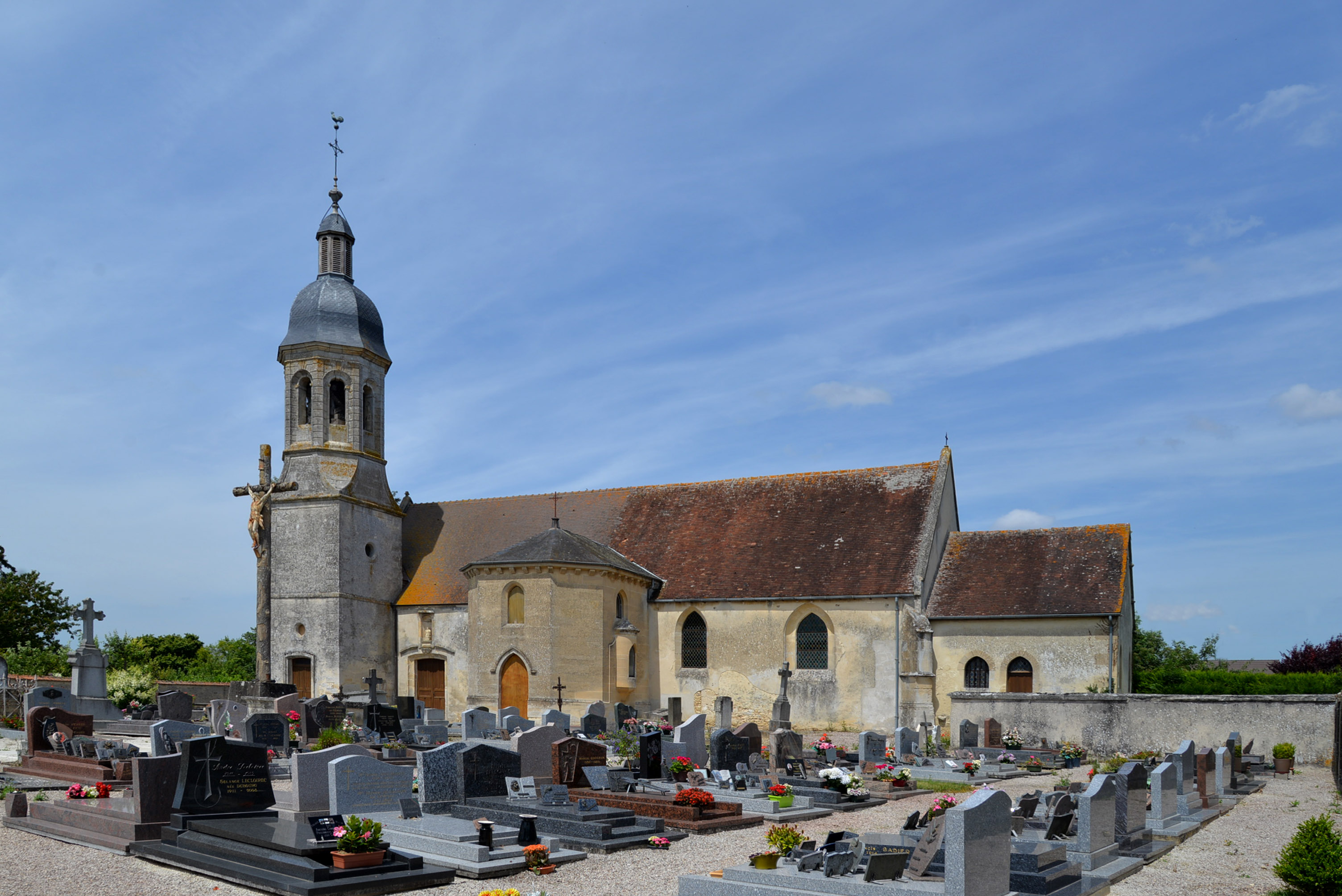
De kerk van Urou
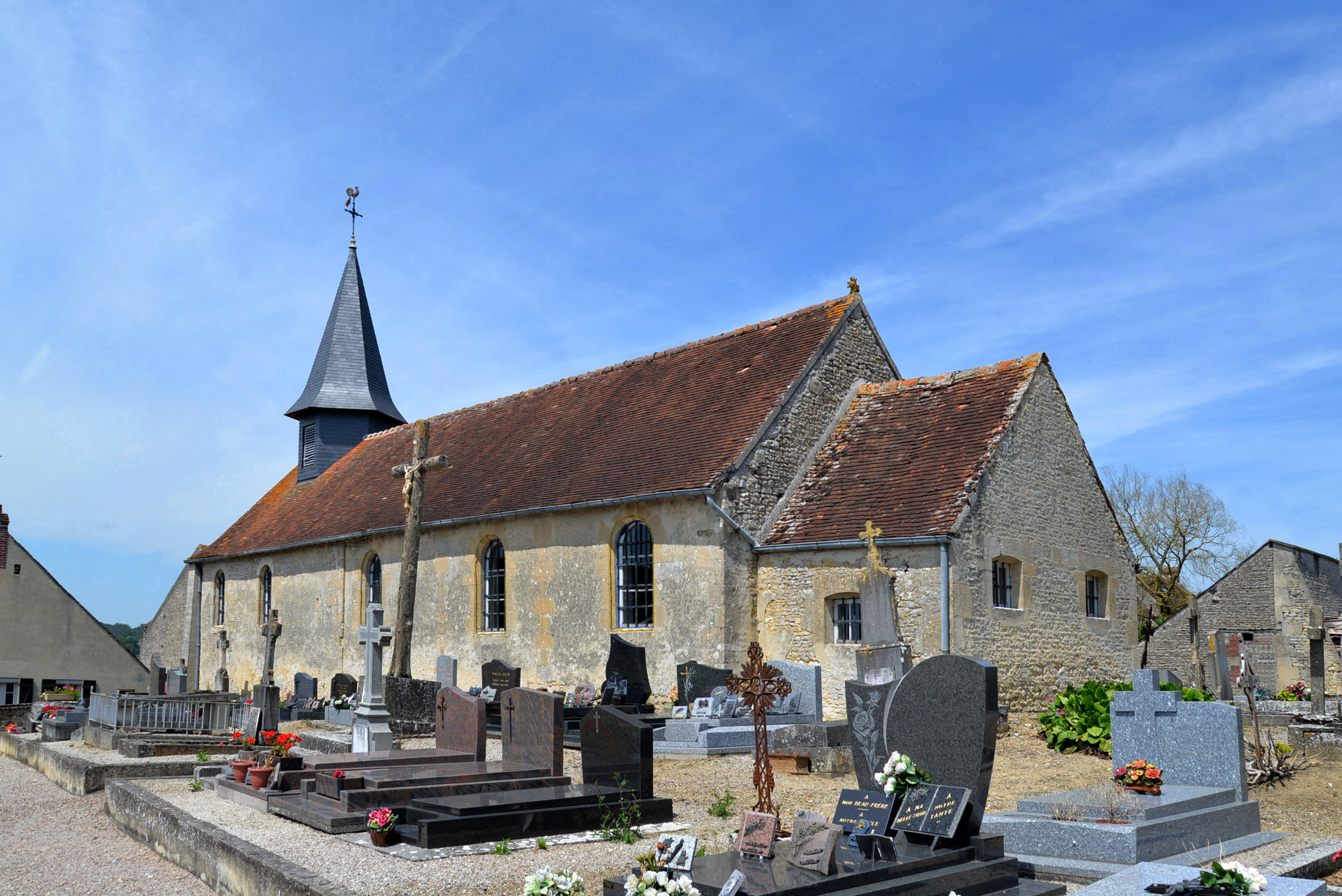
De kerk van Crennes

## Geografie
De oppervlakte van Urou-et-Crennes bedraagt 7,0 km², de bevolkingsdichtheid is 95,3 inwoners per km².
De onderstaande kaart toont de ligging van Urou-et-Crennes met de belangrijkste infrastructuur en aangrenzende gemeenten.

## Demografie
Onderstaande figuur toont het verloop van het inwonertal (bron: INSEE-tellingen).
Aubry-en-Exmes · Avernes-sous-Exmes · Le Bourg-Saint-Léonard · Chambois · La Cochère  · Courménil · Crennes · Exmes · Fel · Omméel · Saint-Pierre-la-Rivière · Silly-en-Gouffern · Survie · Urou · Villebadin